# Encelia

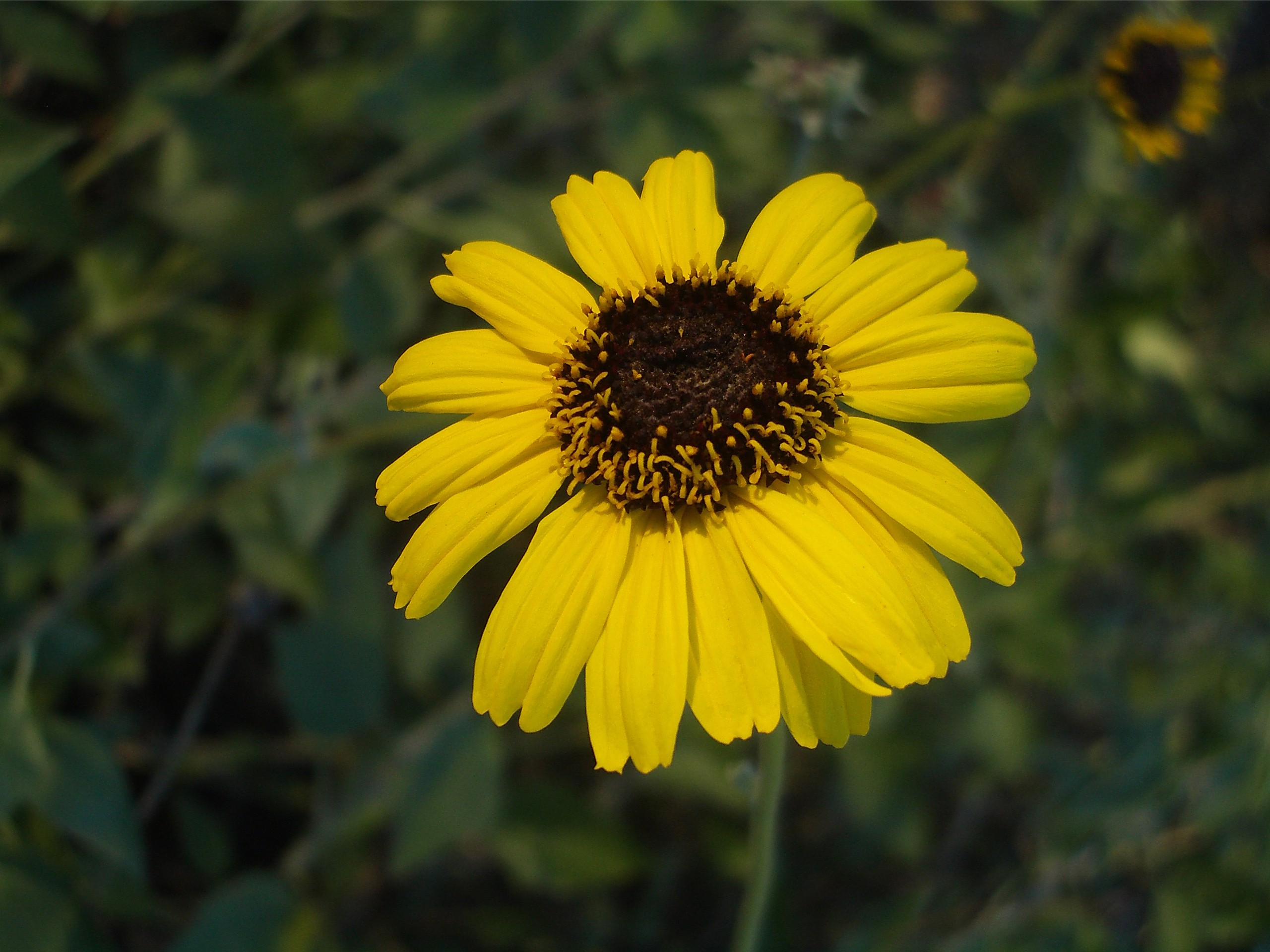
Encelia californica.

Encelia es un género de plantas con flores perteneciente a la familia  Asteraceae. Consisten en arbustos de regiones áridas del sudeste de Norteamérica y oeste de Sudamérica. Tienen n = 18 cromosomas con la excepción del que se encuentra en Sudamérica.
Las especies de Encelia la utilizan como alimento las larvas de algunas especies de  Lepidopteras, incluyendo  Bucculatrix enceliae que come exclusivamente   Encelia farinosa.
El grupo Encelia es un clado que comprende los géneros Enceliopsis y Geraea. Los tres géneros son informalmente llamados la "Alianza de Encelia".

## Taxonomía
El género fue descrito por Michel Adanson y publicado en Familles des Plantes 2: 128. 1763. La especie tipo es Encelia canescens Lam.
Etimología
Encelia: nombre genérico otorgado en honor de Christoph Entzelt (1517-1583), naturalista alemán, un clérigo luterano que latinizó su nombre a Encelius y publicó un libro llamado De Re Metallica Archivado el 3 de mayo de 2016 en Wayback Machine. en 1551 acerca de la mineralogía y la metalurgia, y también escribió acerca de los usos medicinales de partes de animales y plantas.

## Especies
- Encelia actoni Elmer
- Encelia asperifolia (S.F.Blake) C.Clark & Kyhos
- Encelia californica Nutt.
- Encelia canescens Lam.
- Encelia conspersa Benth.
- Encelia densifolia C.Clark & Kyhos
- Encelia farinosa Torr. & A.Gray var. farinosa - Brittlebush
  - Encelia farinosa Torr. & A.Gray var. phenicodonta (S.F.Blake) I.M.Johnst.
  - Encelia farinosa Torr. & A.Gray var. radians Brandegee
- Encelia frutescens A.Gray ssp. frutescens
  - Encelia frutescens A.Gray ssp. glandulosa C.Clark
- Encelia halimifolia Cav.
- Encelia nutans Eastw.
- Encelia palmeri Vasey & Rose
- Encelia ravenii Wiggins
- Encelia resinifera C.Clark ssp. resinifera
  - Encelia resinifera C.Clark ssp. tenuifolia C.Clark
- Encelia ventorum Brandegee
- Encelia virginensis A.Nelson

Híbridos
- Encelia × laciniata Vasey & Rose